# Lijst van nummer 1-hits in de UK Singles Chart in 2021
Deze hits stonden in 2021 op nummer 1 in de UK Singles Chart:
| Nummer | Datum        | Artiest                          | Titel                                 |
| ------ | ------------ | -------------------------------- | ------------------------------------- |
| 1381   | 1 januari    | Wham!                            | Last Christmas                        |
| 1382   | 8 januari    | Little Mix                       | Sweet melody                          |
| 1383   | 15 januari   | Olivia Rodrigo                   | Drivers license                       |
|        | 22 januari   | Olivia Rodrigo                   | Drivers license                       |
|        | 29 januari   | Olivia Rodrigo                   | Drivers license                       |
|        | 5 februari   | Olivia Rodrigo                   | Drivers license                       |
|        | 12 februari  | Olivia Rodrigo                   | Drivers license                       |
|        | 19 februari  | Olivia Rodrigo                   | Drivers license                       |
|        | 26 februari  | Olivia Rodrigo                   | Drivers license                       |
|        | 5 maart      | Olivia Rodrigo                   | Drivers license                       |
|        | 12 maart     | Olivia Rodrigo                   | Drivers license                       |
| 1384   | 19 maart     | Nathan Evans                     | Wellerman (220Kid x Billen Ted Remix) |
|        | 26 maart     | Nathan Evans                     | Wellerman (220Kid x Billen Ted Remix) |
| 1385   | 2 april      | Lil Nas X                        | Montero (Call me by your name)        |
|        | 9 april      | Lil Nas X                        | Montero (Call me by your name)        |
|        | 16 april     | Lil Nas X                        | Montero (Call me by your name)        |
|        | 23 april     | Lil Nas X                        | Montero (Call me by your name)        |
|        | 30 april     | Lil Nas X                        | Montero (Call me by your name)        |
| 1386   | 7 mei        | Tion Wayne & Russ Millions       | Body                                  |
|        | 14 mei       | Tion Wayne & Russ Millions       | Body                                  |
|        | 21 mei       | Tion Wayne & Russ Millions       | Body                                  |
| 1387   | 28 mei       | Olivia Rodrigo                   | Good 4 u                              |
|        | 4 juni       | Olivia Rodrigo                   | Good 4 u                              |
|        | 11 juni      | Olivia Rodrigo                   | Good 4 u                              |
|        | 18 juni      | Olivia Rodrigo                   | Good 4 u                              |
|        | 25 juni      | Olivia Rodrigo                   | Good 4 u                              |
| 1388   | 2 juli       | Ed Sheeran                       | Bad habits                            |
|        | 9 juli       | Ed Sheeran                       | Bad habits                            |
|        | 16 juli      | Ed Sheeran                       | Bad habits                            |
|        | 23 juli      | Ed Sheeran                       | Bad habits                            |
|        | 30 juli      | Ed Sheeran                       | Bad habits                            |
|        | 6 augustus   | Ed Sheeran                       | Bad habits                            |
|        | 13 augustus  | Ed Sheeran                       | Bad habits                            |
|        | 20 augustus  | Ed Sheeran                       | Bad habits                            |
|        | 27 augustus  | Ed Sheeran                       | Bad habits                            |
|        | 3 september  | Ed Sheeran                       | Bad habits                            |
|        | 10 september | Ed Sheeran                       | Bad habits                            |
| 1389   | 17 september | Ed Sheeran                       | Shivers                               |
|        | 24 september | Ed Sheeran                       | Shivers                               |
|        | 1 oktober    | Ed Sheeran                       | Shivers                               |
|        | 8 oktober    | Ed Sheeran                       | Shivers                               |
| 1390   | 15 oktober   | Elton John & Dua Lipa            | Cold heart (Pnau remix)               |
| 1391   | 22 oktober   | Adele                            | Easy on me                            |
|        | 29 oktober   | Adele                            | Easy on me                            |
|        | 5 november   | Adele                            | Easy on me                            |
|        | 12 november  | Adele                            | Easy on me                            |
|        | 19 november  | Adele                            | Easy on me                            |
|        | 26 november  | Adele                            | Easy on me                            |
|        | 3 december   | Adele                            | Easy on me                            |
| 1392   | 10 december  | Ed Sheeran & Elton John          | Merry Christmas                       |
|        | 17 december  | Ed Sheeran & Elton John          | Merry Christmas                       |
| 1393   | 24 december  | LadBaby, Ed Sheeran & Elton John | Sausage rolls for everyone            |
| 1392   | 31 december  | Ed Sheeran & Elton John          | Merry Christmas                       |